# Наро
Вижте пояснителната страница за други значения на Наро.
На̀ро (на италиански: Naro, на сицилиански Arcoa, Нару) е градче и община в Южна Италия, провинция Агридженто, автономен регион на остров Сицилия. Разположено е на 596 m надморска височина. Населението на общината е 8054 души (към 2012 г.).